# August Emil Nitzsche

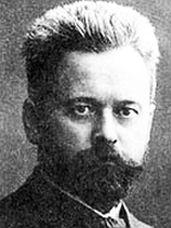
Emil Nitzsche (vor 1904)

August Emil Nitzsche (häufig nur: Emil Nitzsche; * 14. Mai 1869 in Kleinwolmsdorf bei Radeberg; † 31. Mai 1931 in Dresden) war ein deutscher Politiker (SPD). Er war sächsischer Finanzminister und Mitglied des Landtages des Königreichs Sachsen und des Freistaates Sachsen.

## Leben
Nitzsche, Sohn eines Landwirtes, besuchte die Volksschule und absolvierte anschließend eine Lehre zum Schlosser. Er war bis 1897 – unterbrochen nur durch seinen Militärdienst (1890–1892) – in diesem Beruf tätig. Nitzsche trat Ende der 1880er Jahre der Metallarbeiter-Gewerkschaft und der SPD bei. Von Juli 1897 bis 1921 war er Redakteur der Sächsischen Arbeiterzeitung bzw. der Dresdner Volkszeitung.
Nitzsche wurde 1906 in Dresden zum Stadtverordneten gewählt und gehörte der Stadtverordnetenversammlung bis 1921 an. Er war Mitglied ihres Rechts- und Verwaltungsausschuss und von 1916 bis 1919 als Schriftführer sowie von 1919 bis 1921 als Vorsteher im Vorstand der Dresdner Stadtverordneten tätig.
Von 1908 bis 1918 sowie 1919/20 und erneut von 1920 bis 1923 war Nitzsche zudem Abgeordneter des Sächsischen Landtages bzw. der Sächsischen Volkskammer. Von Januar bis Oktober 1919 fungierte er als Finanzminister im Kabinett Georg Gradnauers (SPD).
Im November 1921 übernahm Nitzsche das Amt des Dritten (besoldeten) Bürgermeisters der Stadt Dresden, das er bis zu seiner Pensionierung im Jahr 1927 innehatte. In dieser Funktion stand er unter anderem dem Wohnungs- und Mieteinigungsamt vor. Nitzsche war zudem Mitglied des Aufsichtsrates der Siedlungsgesellschaft Dresden, des Verwaltungsrates der Lingner-Stiftung und der Vorstände des Kommunalverbands Dresden-Stadt und Land, der Gesellschaft zur Förderung des Philharmonischen Orchesters und des Deutschen Hygiene-Museums. Im Deutschen Städtetag vertrat er die Stadt Dresden im Hauptausschuss.
Nitzsche war der Verfasser einer Reihe von populären politischen Agitationsschriften.

## Schriften (Auswahl)
- Sächsische Politik. Ein Handbuch für sächsische Wähler. Mit einer historischen Einleitung. Dresden 1903 (mit einem Geleitwort von August Bebel).
- Gemeindepolitik und Sozialdemokratie. Ein Handbuch für Gemeindewähler und Gemeindevertreter mit besonderer Berücksichtigung der sächsischen Verhältnisse. Kaden, Dresden 1906 (Digitalisat).
- Die letzten Jahre sächsischer Politik. Eine Abhandlung zu den Landtagswahlen; mit einem Anhang Der hohenthalsche Wahlgesetz-Entwurf nebst Begründung und einer kritischen Betrachtung. Kaden, Dresden 1907.
- Die sächsische Politik der letzten Jahre. Ein Handbuch zu den Landtagswahlen 1909 (mit dem Landtagswahlgesetz, der Ausführungsverordnung hierzu und einer Landtagswahl-Statistik). Kaden, Dresden 1909.
- Das Sächsische Plural-Wahlgesetz mit einer Erläuterung zu Handhabung bei der Landtagswahl. Dresden [1909].